# Landolphia togolana
Landolphia togolana är en oleanderväxtart som först beskrevs av Hallier f., och fick sitt nu gällande namn av Marcel Pichon. Landolphia togolana ingår i släktet Landolphia och familjen oleanderväxter. Inga underarter finns listade i Catalogue of Life.